# Monika Kruse

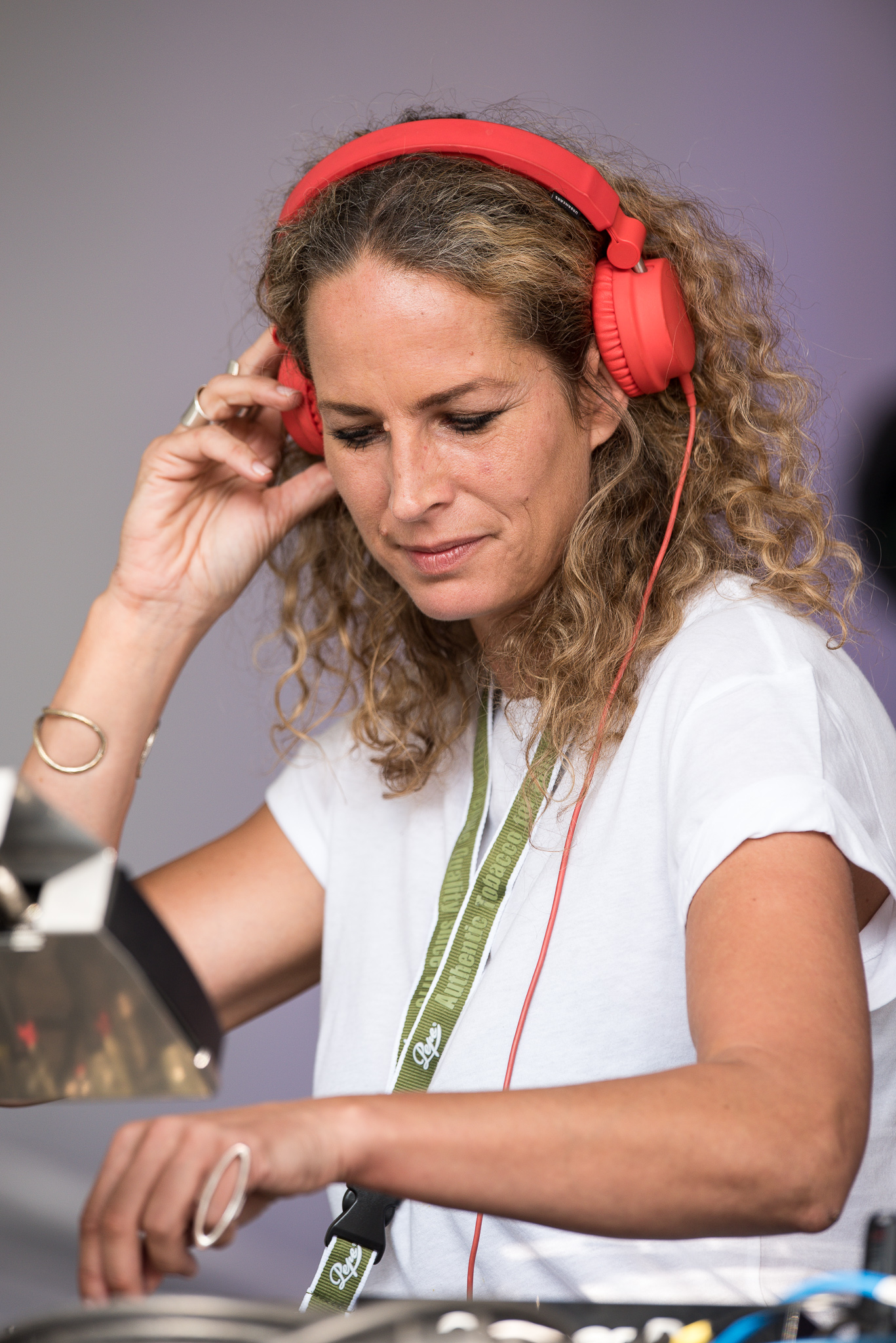
Monika Kruse auf dem Open Beatz 2016

Monika Kruse (* 23. Juli 1971 in West-Berlin) ist eine deutsche Techno-DJ, -Produzentin und Plattenlabelbetreiberin. Sie spielte eine wichtige Rolle in der Münchner Rave-Szene der frühen 1990er Jahre und gehörte zu den ersten international aktiven deutschen Techno-Künstlern. Sie betreibt in Berlin das von ihr gegründete Plattenlabel Terminal M. Sie tritt regelmäßig bei europäischen Großveranstaltungen wie Awakenings oder Time Warp auf. Im Jahr 2000 gründete sie die Wohltätigkeitsorganisation No Historical Backspin.

## Leben
Kruse wurde 1971 in West-Berlin geboren und wuchs in München auf, nachdem ihre Eltern mit ihr als Baby dorthin gezogen waren. Sie begann im Alter von vier Jahren mit klassischem Klavierunterricht. Als Teenager begann sie Platten zu sammeln und hörte Funk, Soul, Hip-Hop und House.
Nach ihrem Schulabschluss absolvierte sie verschiedene Praktika in der Musikbranche, bevor sie eine Stelle als Produktmanagerin bei Chrysalis Records annahm und mit Bands wie Gang Starr und Monie Love zusammenarbeitete.
Kruses Karriere als DJ begann 1990, als sie anfing, in Deutschlands erstem Afterhour-Club Babalu Club in München aufzulegen. Während sie ihre ersten Sets mit Hip-Hop und Funk bestritt, wurde sie bald auch vom aufkommenden Detroit Techno und Chicago House beeinflusst. Es folgten erste Houseparties zusammen mit Michael Reinboth und bald die erste regelmäßige Clubnacht im Parkcafé mit DJ Linus und Ulf Poschardt.
1993 wurde sie Mitglied der Ultraworld Crew, die Techno-Partys in München veranstaltete und 1994 den Techno-Club Ultraschall eröffnete. Kruse war dort von Anfang an Resident-DJ.
In dieser Zeit organisierte Kruse auch illegale Techno-Partys in leerstehenden Häusern, stillgelegten Heizkraftwerken, alten Weltkriegsbunkern und auf Panzerübungsplätzen.
1995 begann Kruse mit eigenen Musikproduktionen. Eine Coproduktion mit Richard Bartz wurde im Frühjahr dieses Jahres auf einer Compilation veröffentlicht. Kruse arbeitete als A&R bei Bartz's Label Kurbel-Records. Im Sommer 1995 organisierte sie erstmals eine Housetram-Party in einer Straßenbahn.
In der Mitte des Jahrzehnts trat Kruse regelmäßig mit Sven Väth im Club Omen in Frankfurt am Main auf. Sie spielte zusammen mit Carl Cox beim Global Gathering in Großbritannien, im Limelight an der Seite von DJ Pierre in NYC und Chicago und wenige später im belgischen Club Fuse.
1997 zog Kruse nach Berlin und gründete dort im Jahr 2000 ihr Plattenlabel Terminal M. Schon früh erschien dort Musik von Stimming und Andhim sowie von Gästen wie Patrick Lindsey, DJ Rush, Miss Kittin, Gregor Tresher, ANNA, Pig & Dan, Paride Saraceni, Noir, Victor Ruiz. Als aufstrebende Talente unterstützt Terminal M Skober, Metodi Hristov, Kydus, Drunken Kong und Ilija Djokovic.
Im Jahr 2000 spielte sie vor 1,5 Millionen Menschen auf der Berliner Loveparade. Im selben Jahr gründete Kruse das Projekt No Historical Backspin, das sich gegen Rassismus, Homophobie, Antisemitismus und gegen Angriffe auf Migranten einsetzte. Diese Benefizpartys wurden von vielen Kollegen unterstützt, Künstler wie Cassy, Tama Sumo und Gaiser traten immer wieder dort auf. Ihre Charity-Party im Berghain im März 2015 brachte DJs wie andhim, Anja Schneider, &ME und Ellen Allien zusammen und sammelte über 20.000 Euro für die Amadeu Antonio Stiftung und den Opferfonds Cura.
Kruses Begrüßungsparty für Flüchtlinge im selben Jahr sammelte Geld für Menschen, die vor Gewalt und Verfolgung fliehen. Kruse erklärt:
„Niemand soll aufgrund seines persönlichen Hintergrunds, seiner Rasse, seines Geschlechts, seines Glaubens, seiner körperlichen Behinderungen oder seiner sexuellen Orientierung diskriminiert, behindert oder verletzt werden - sei es in Deutschland oder anderswo. Wir sind gegen alle Formen der Diskriminierung. 70 Jahre nach der nationalsozialistischen Tyrannei in Deutschland möchten wir die Vielfalt der Gesellschaft durch Musik, Spaß und Gemeinschaftlichkeit stärken und ein Zeichen für Toleranz setzen. Das sollte für eine gemeinsame, friedliche Zukunft selbstverständlich sein.“
Kruse trat 1999 erstmals auf dem Time Warp Festival in Mannheim auf und ist bis heute ein fester Bestandteil des Line-Ups. Sie spielt auch regelmäßig auf großen europäischen Festivals wie dem Awakenings in den Niederlanden.
2001 begann sie auf Ibiza aufzutreten, als sie zusammen mit Sven Väth auf dessen Cocoon-Residency im Amnesia spielte. 2016 trat sie auf der letzten Party von Carl Cox im Space auf Ibiza auf. 2017 spielte sie mehrere Male bei der Hyte Wednesday Night Residency in Amnesia.
Kruse trat auch auf dem Burning Man Festival auf, das in Black Rock City stattfindet, einer temporären Stadt, die im Black Rock Desert in Nevada errichtet wird. Zum ersten Mal trat sie dort 2011 auf, sie sieht in dem Festival eine „spirituelle Angelegenheit“:
„Ich bin zum ersten Mal dorthin gefahren, nachdem meine Mutter gestorben ist. Ich habe den Tempel besucht, in dem man seine Traurigkeit lindern kann. Dort nimmt man Kontakt zu sich selbst auf und schreibt denen, die man verloren hat.“
Ebenfalls trat Kruse von Anfang an im Berliner Club Berghain auf.
Im Jahr 2017 gab Kruse ihr Debüt in der wöchentlichen Radiosendung Essential Mix, die von BBC Radio 1 übertragen wurde. Der Gastgeber Pete Tong beschrieb sie als „Techno Royale“.

## Karriere als Produzentin
1997 veröffentlichte Kruse ihre erste Solo-Produktion auf einer Compilation und zog nach Berlin, wo sie ihre erste Mix-CD veröffentlichte. In dieser Zeit lernte sie Patrick Lindsey kennen und zusammen mit ihm arbeitete sie mehrere Jahre als Produzenten als Monika Kruse @ Voodooamt zusammen. Die erste Veröffentlichung erfolgte 1998. Im Jahr 2000 gründete Kruse ihr erstes Label Terminal M.
2001 erschien mit Patrick Lindsey das erste Album von Monika Kruse @ Voodooamt, „Panorama“.
2003 gründete sie ein weiteres Plattenlabel, Electric Avenue Recordings. Im Sommer erreichte sie mit „Latin Lovers“ den Platz 1 der holländischen Dance-Charts und die Top 20 der spanischen Sales Charts. In ganz Europa war das Stück ein Hit. „Passagiers“, ihre zweite LP, wurde im Herbst 2003 veröffentlicht.
2007 begann Monika Kruse eine Kooperation mit Gregor Tresher aus Worms. Ihre erste gemeinsame Produktion „GTMK – and more ...“ erschien im Juli 2007 – gefolgt von einer weiteren 12″ „GTMK – Panchakarma“ auf dem renommierten niederländischen Label Intacto.
2008 veröffentlichte Kruse ihr gefeiertes Solo-Debüt-Album „Changes of Perception“, das auf Platz 2 der „Best Albums of 2008“ in der Raveline chartete.
Kruses Nachfolgealbum „Traces“ erschien vier Jahre nach „Changes of Perception“ und ist Spiegel ihrer persönlichen Erfahrungen und musikalischen Einflüsse: "Es ist eine Kombination verschiedener elektronischer Stile, die mich alle sehr beeinflusst haben."
Im Februar 2011 begann sie an „Traces“ zu arbeiten, machte während der Produktion des Albums aber nach dem Tod ihrer Mutter eine Pause. Sie kehrte im Herbst ins Studio zurück und beendete es im Februar 2012.
2017 erschien „Get Me On“, eine neue EP von Kruse und ihren langjährigen Mitstreitern Pig & Dan, mit denen sie vier EPs produzierte.

## Diskographie

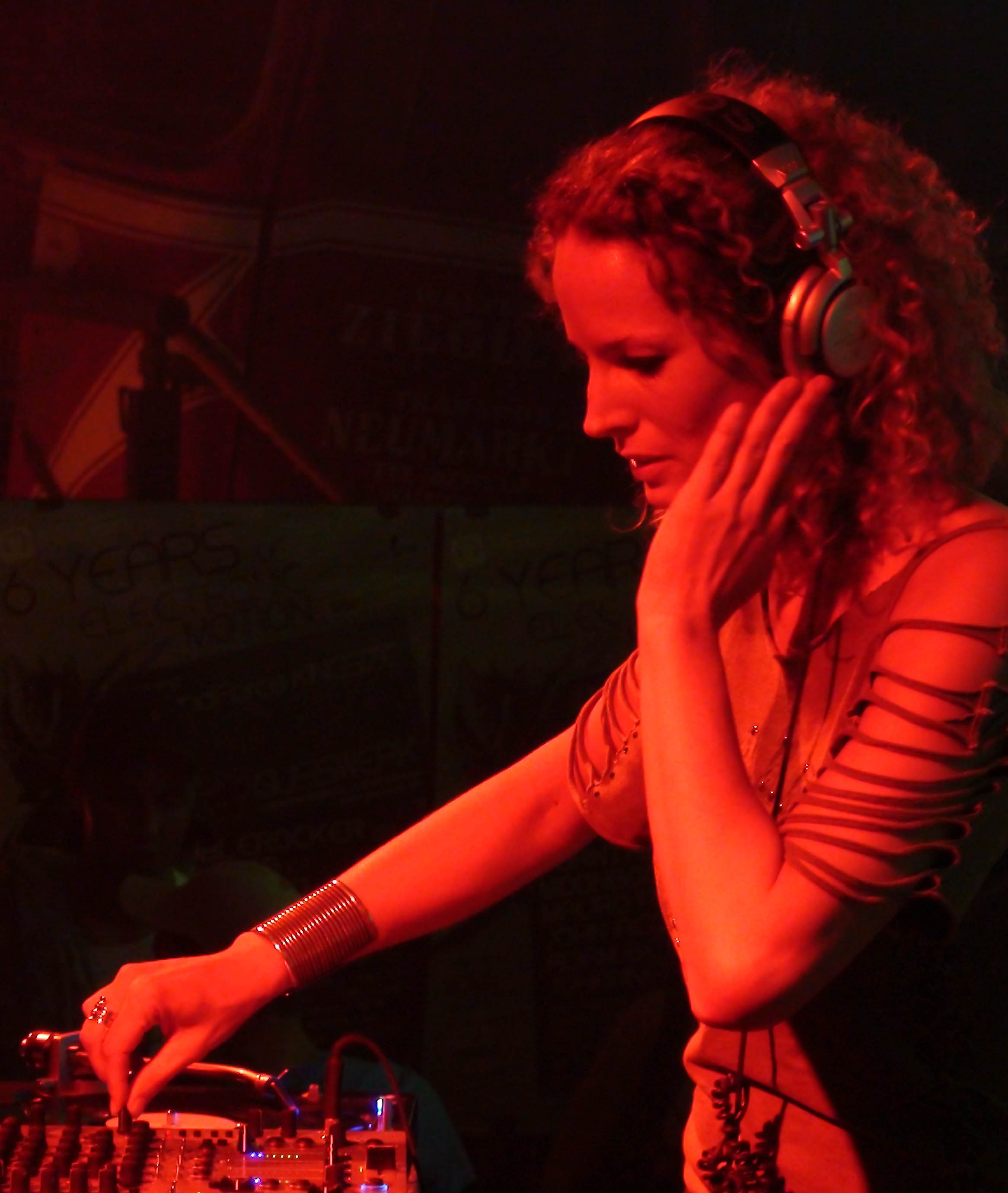
Monika Kruse, 2008

### Alben
- 2001: Monika Kruse@Voodooamt – Panorama (Terminal M)
- 2003: Monika Kruse@Voodooamt – Passengers (Terminal M)
- 2008: Monika Kruse – Changes of Perception (Terminal M)
- 2012: Monika Kruse – Traces (Terminal M)

### Singles und EPs
- 1996: Monika Kruse – Loop (Seratonin)
- 1998: Monika Kruse im Voodooamt – Voodoo EP (Frisbee)
- 1998: Monika Kruse – 1.05h (Frisbee)
- 1998: Hoschi pres. Monika Kruse – Sandcrawler EP (Primevil)
- 1999: Patrick Lindsey pres. Monika Kruse – The Last Night (School)
- 1999: Monika Kruse im Voodooamt – Part 2 (Frisbee)
- 2000: Monika Kruse & Stanny Franssen – Good Fellas (Terminal M)
- 2000: Monika Kruse & Patrick Lindsey – Luvsucka (Terminal M)
- 2000: Monika Kruse & Patrick Lindsey – U like..? (Trackland)
- 2000: Monika Kruse im Voodooamt – Stringrise (Terminal M)
- 2001: Monika Kruse@Voodooamt – Route 27 (Terminal M)
- 2002: Monika Kruse@Voodooamt – Abseits (Terminal M)
- 2002: Monika Kruse@Voodooamt – Highway Number 4 (Terminal M)
- 2003: Monika Kruse feat. Zafra Negra – Latin Lovers (Terminal M)
- 2003: Monika Kruse @ Voodooamt – Passengers (Terminal M)
- 2004: Monika Kruse – Latin Lovers Remixe (Terminal M)
- 2006: Monika Kruse & Dave Shokh – Wann war gestern? (Electric Avenue rec)
- 2006: Monika Kruse & Dave Shokh – Vorgestern
- 2006: Monika Kruse@Voodooamt – Wie heißt der Scheiss? (Terminal M)
- 2007: GTMK – and more ... (Terminal M)
- 2007: GTMK – Panchakarma (Intacto)
- 2008: Monika Kruse – Changes of Perception Part 1 (Terminal M)
- 2008: Monika Kruse – Changes of Perception Part 2 (Terminal M)
- 2008: Monika Kruse – Changes of Perception Part 3 (Terminal M)
- 2009: Monika Kruse – Changes of Perception Remixes Part 1 (Terminal M)
- 2009: Monika Kruse – Changes of Perception Remixes Part 2 (Terminal M)
- 2009: Monika Kruse – Changes of Perception Remixes Part 3 (Terminal M)
- 2012: Monika Kruse – Wavedancer (Terminal M)
- 2011: Monika Kruse feat. Zafra Negra – Latin Lovers Remixes (Terminal M)
- 2012: Monika Kruse – Traces, Pt. 1 (Terminal M)
- 2012: Monika Kruse – Traces, Pt. 2 (Terminal M)
- 2013: Monika Kruse – Traces Remixes, Pt. 1 (Terminal M)
- 2013: Monika Kruse – Traces Remixes, Pt. 2 (Terminal M)
- 2013: GTMK, Gregor Tresher & Monika Kruse – Calling East / Trooper (Break New Soil)
- 2014: Monika Kruse meet Pig&Dan – Soulstice / Nature High (Terminal M)
- 2014: Monika Kruse – Summer Drops (Terminal M)

### Koproduktionen
- 1996: Robot Wars 2: Metal on Metal (Sm:)e)
- 2000: Monika Kruse & Patrick Lindsey – Needlehopper (Terminal M)
- 2009: Monika Kruse & Mutant Clan – Sancerre EP (Terminal M)

### Remixes
- 2001: DJ Rush: Motherfucking Bass (Monika Kruse im Voodooamt Rmx) (T-Classix)
- 2001: Mr.Sliff: Rippin and Dippin (Monika Kruse im Voodooamt Rmx) (Spielzeug)
- 2003: Oliver Huntemann: Discotech (Monika Kruse @ Voodooamt Rmx) (Confused)
- 2004: Emmanuel Top "mars" (Monika Kruse @ Voodooamt Rmx) (Tracid Traxx)
- 2005: Eric Sneo: Slave to the beat (Monika Kruse Rmx) (Terminal M)
- 2006: Moguai "I want / I need / I love" – Monika Kruse Rmx (Punx)

### Mix-CDs
- 1997: DJ Mix Series Vol. 1 (Fine Audio)
- 2000: On the Road Vol. 1 (Terminal M)
- 2002: On the Road Vol. 2 (Terminal M)
- 2004: On the Road Vol. 3 (Terminal M)
- 2006: On the Road Vol. 4 (Terminal M)
- 2007: On the Nippon Road (Terminal M)